# Lichkov, Ústí nad Orlicí
Lichkov là một làng thuộc huyện Ústí nad Orlicí, vùng Pardubický, Cộng hòa Séc.